# ونسبورگ (کنتاکی)
ونسبورگ (به انگلیسی: Vanceburg) شهری در ایالت کنتاکی کشور ایالات متحده آمریکا است که جمعیت آن در سرشماری سال ۲۰۱۰ میلادی، ۱٬۵۱۸ نفر بوده‌است.